# Ernest Brown (minister)
Alfred Ernest Brown (ur. 27 sierpnia 1881 w Torquay w hrabstwie Devon, zm. 16 lutego 1962) – brytyjski polityk, członek Partii Liberalnej i Narodowej Partii Liberalnej, minister w rządach Stanleya Baldwina, Neville’a Chamberlaina i Winstona Churchilla.

## Życiorys
Był synem rybaka. Wcześnie związał się z Partią Liberalną. Po trzech nieudanych próbach uzyskania mandatu parlamentarnego dostał się wreszcie do Izby Gmin jako reprezentant okręgu Rugby w 1923 roku. Miejsce w parlamencie utracił jednak już w roku 1924. Do Izby Gmin powrócił w 1927 roku, wygrywając wybory uzupełniające w okręgu Leith. Zaliczał się do prawego skrzydła Partii Liberalnej i po utworzeniu w 1931 roku rządu narodowego przeniósł się do popierającej ten rząd Narodowej Partii Liberalnej.
W listopadzie 1931 roku został parlamentarnym sekretarzem w Ministerstwie Zdrowia. Rok później został sekretarzem ds. kopalń. W 1935 roku został członkiem gabinetu jako minister pracy. Brown pozostał na tym stanowisku do 1940 roku. W tym okresie przeprowadził przez parlament Unemployment Insurance (Agriculture) Act, który rozszerzał opiekę socjalną państwa na pracowników rolnictwa, leśnictwa i ogrodnictwa. W 1940 roku został ministrem ds. Szkocji. W tym samym roku został liderem Narodowych Liberałów. W latach 1941–1943 był ministrem zdrowia, a w latach 1943-1945 Kanclerzem Księstwa Lancaster. W 1945 roku przez krótki czas był ministrem produkcji lotniczej.
Brown zasiadał w Izbie Gmin do przegranych wyborów w 1945 roku. Później nie wrócił do czynnego uczestnictwa w życiu politycznym kraju. Zmarł w 1962 roku.